# Akerninnaq (Sermilik)
Akerninnaq [aˌkɜˈnːinːɑ(q)] (nach alter Rechtschreibung Akernínaĸ; Kitaamiusut Akorninnaq) ist eine wüst gefallene grönländische Siedlung im Distrikt Ammassalik in der Kommuneqarfik Sermersooq.

## Lage
Akerninnaq liegt an der Ostküste des Fjords Sermilik an der Nordwestspitze von Ammassalik Ø. 13 km nordnordöstlich liegt mit Tiilerilaaq der nächstgelegene Ort.

## Geschichte
1930 wurden 35 Personen in Akerninnaq gezählt. Die Einwohnerzahl sank anschließend. Aus dem Jahr 1951 sind 15 Bewohner bekannt, von denen fünf unterrichtete Kinder waren. 1957 wurde der Wohnplatz aufgegeben.

## Söhne und Töchter
- Sivert Petersen (1926–?), Katechet und Landesrat